# 伊那自動車教習所
株式会社伊那自動車教習所（いなじどうしゃきょうしゅうじょ）は、長野県伊那市にある長野県公安委員会指定自動車教習所を運営する企業である。

## 沿革
- 1963年10月 - 株式会社伊那自動車教習所設立
- 1964年2月
  - 自動車整備工場開設
  - 教習所開所、教習開始
- 1987年
  - ８月 - 車両販売部開設
  - 12月 - 「信州INAセミナーハウス」、合宿教習生の宿泊業務開始
- 1990年7月 - 伊那自動車教習所、新社屋完成
- 1998年
  - 5月 - 車両販売部、整備工場を改装し、名称をそれぞれ現名称の東京モーター販売、東京モーターサービスに改称
  - 6月 - 東京モーターサービス、第2鈑金・塗装工場増設
- 2001年1月 - 伊那自動車教習所、本館営業部等増工
- 2003年3月 - 東京モーターサービス、ヤマト車検（現： カーコン車検）営業開始
- 2006年12月 - 伊那自動車教習所、指導員室新築、待合室改装、教習コース拡張

## 取得できる免許
- 大型自動車（合宿・通学）
- 中型自動車（合宿・通学）
- 準中型自動車（通学）
- 普通自動車AT（合宿・通学）
- 普通自動車MT（合宿・通学）
- 大型特殊自動車（合宿・通学）
- けん引（合宿・通学）
- 大型自動二輪車（通学）
- 普通自動二輪車（通学）

## 安全運転講習
- 高齢者講習
- ペーパードライバー講習
- ドライバー安全教室

## 所在地
〒396-0111
長野県伊那市美篶9623-2

## 交通アクセス
- 飯田線（JR東海）伊那北駅から徒歩37分

## 教習以外のサービス
- 東京モーターサービス（民間車検工場）
- 東京モーター販売（自動車販売・保険代理サービス）